# Garden City (Caroline du Sud)
Pour les articles homonymes, voir Garden City.
Garden City est une census-designated place située dans le comté de Horry, dans l’État de Caroline du Sud, aux États-Unis. Lors du recensement de 2020, elle comptait 10 235 habitants.